# Csorba Ferenc
Szakácsi Csorba Ferenc, Csorba Ferenc Sándor Ágost (Pest, 1862. június 24. – Budapest, Józsefváros, 1949. január 17.) jogász, jogi és közgazdasági iró, államtitkár.

## Életpályája
Csorba Sándor és Heinrich Auguszta fia, Csorba József, Somogy megye főorvosának unokája. 1883-ban végezte a jogot és 1884-ben jogi doktorátust szerzett a budapesti egyetemen, majd 1885-ben ügyvédi oklevelet nyert. Egyetemi tanulmányainak befejezte után bírói gyakorlatra lépett és három és fél évet a budapesti törvényszéknél és királyi ítélőtáblánál töltött mint joggyakornok, aljegyző és táblai tanácsjegyző. 1887-ben a vallás- és közoktatásügyi a közoktatásügyi minisztérium szolgálatába lépett, ahol a törvényelőkészítő osztály vezetője, később államtitkár lett. 1891-től fővárosi törvényhatósági tag volt. 1920 körül vonult nyugdíjba. Két nagyobb külföldi utat tett, mikor Angliát, Németországot, Franciaországot, Belgiumot, Svájcot és Olaszországot utazta be. Halálát agyvérzés okozta. Neje Acsády Margit Ilona Irén volt.
Jogász korától foglalkozott különösen jogtudományi esszék irásával, melyeknek legtöbbje a Budapesti Szemlében, de mint külön lenyomat is megjelent. A nagyobbak címei: A kegyuraságról. Az országos autonomiáról. Az erdélyi kath. autonomiáról. A vallás- és tanulmányi alapról. Az egyetemi alapról. Az obstructió és cloture. Biráink képzéséről. A magyar jogász-egylet értekezései között jelentek meg: Az angol büntető jogszolgáltatás és Alapítványaink és a legfelső felügyeleti jog. Egyéb munkái és dolgozatai: A közgazdaságtan alapfogalmai. Passautól Budapestig csónakon. Úti naplómból. Velence titkos iratairól. Fordított angolból két bohózatot: Ki vele és Az én sorsom címmel.
Írói jegye: Cs. F. és -a -c a Budapesti Szemlében.

## Művei
- Passautól Budapestig csónakon. Bpest, 1885. (Nautilus. Humoros utleirás.)
- A közgazdaság alapfogalmai. Uo. 1887.
- Az angol büntető eljárás. Uo. 1888. (Magyar Jogászegyleti Értekezések. 38.)
- Alapítványaink és a legfelső felügyeleti jog. Uo. 1889. (M. Jogászegyleti Értek. 42.)
- Obstructio és cloture. Uo. 1891. (Előbb a Bud. Szemlében.)
- A kath. országos autonomiáról. Uo. 1891.
- Az erdélyi kath. autonomiáról. Uo. 1891.